# Bulevar de la Madeleine
El Bulevar de la Madeleine es una calle que forma el límite entre los distritos I, VIII y IX de París, Francia.

## Situación y acceso
Forma parte de la cadena de los Grandes Bulevares, constituida, de oeste a este, por los bulevares de la Madeleine, des Capucines, des Italiens, Montmartre, Poissonnière, Bonne-Nouvelle, Saint-Denis, Saint-Martin, du Temple, des Filles-du-Calvaire y Beaumarchais.
Está servida por las estaciones de metro Opéra y Madeleine.

## Origen del nombre
El bulevar debe su nombre a la cercana Iglesia de la Madeleine.

## Historia

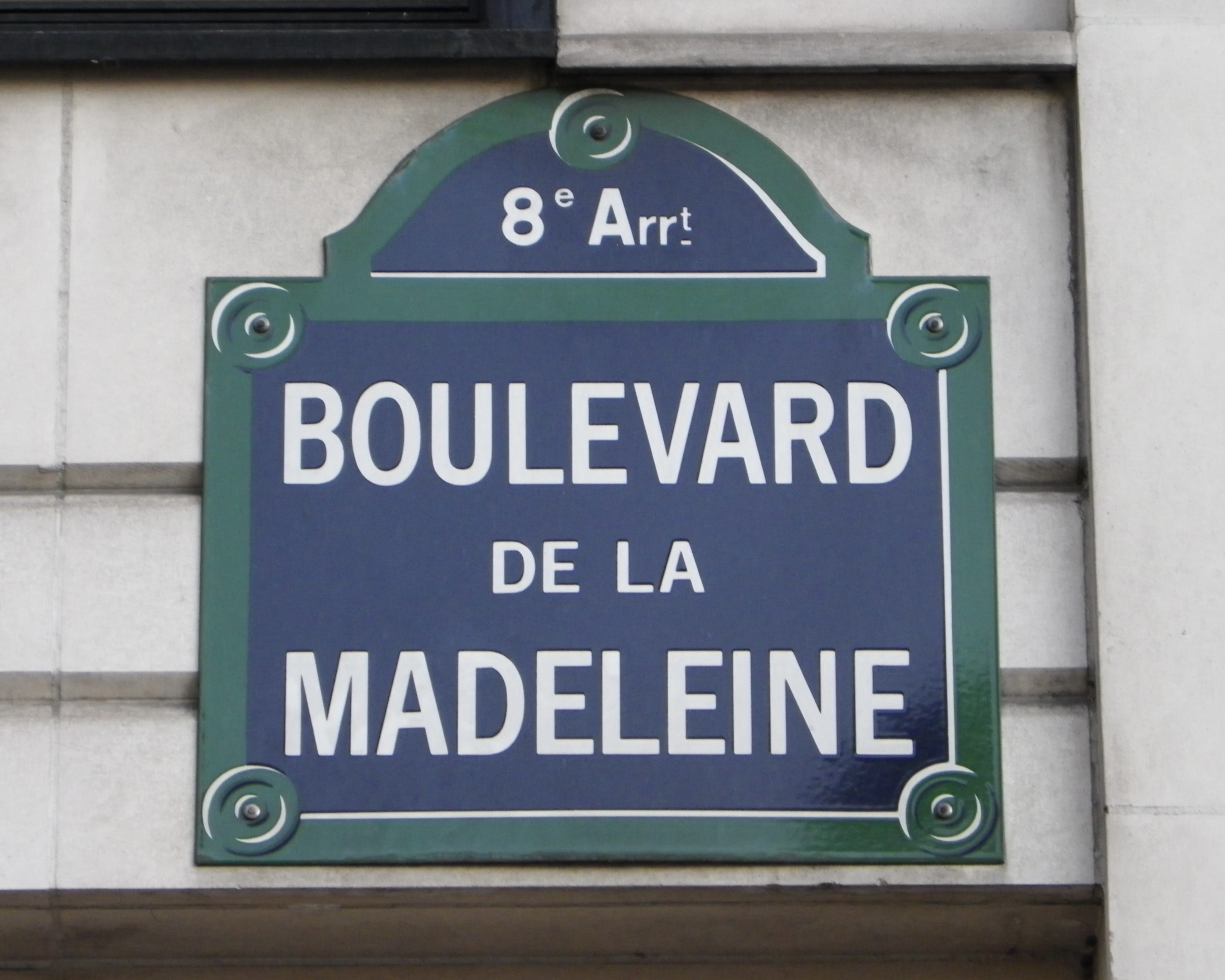
Placa del Bulevar de la Madeleine de París.

El Bulevar de la Madeleine fue creado en el emplazamiento de la muralla de Luis XIII, que se había quedado obsoleta. Tras haber servido como paseo, fue formado como calle en virtud de patentes reales de julio de 1676. Durante la Revolución Francesa, este bulevar, al igual que los bulevares des Capucines y des Italiens, llevaba el nombre de Bulevar Cerutti en honor al escritor y periodista francés de origen italiano Joseph-Antoine Cerutti.
Durante las Tres Gloriosas fue el teatro de enfrentamientos entre los insurgentes y el ejército francés. En 1833, el bulevar absorbió el tramo de la Rue Basse-du-Rempart delimitado entre el Grand Café y el Olympia, y posteriormente, en 1902, el otro tramo de esta calle, que iba de la Rue Caumartin a la Place de la Madeleine.

## Edificios de interés

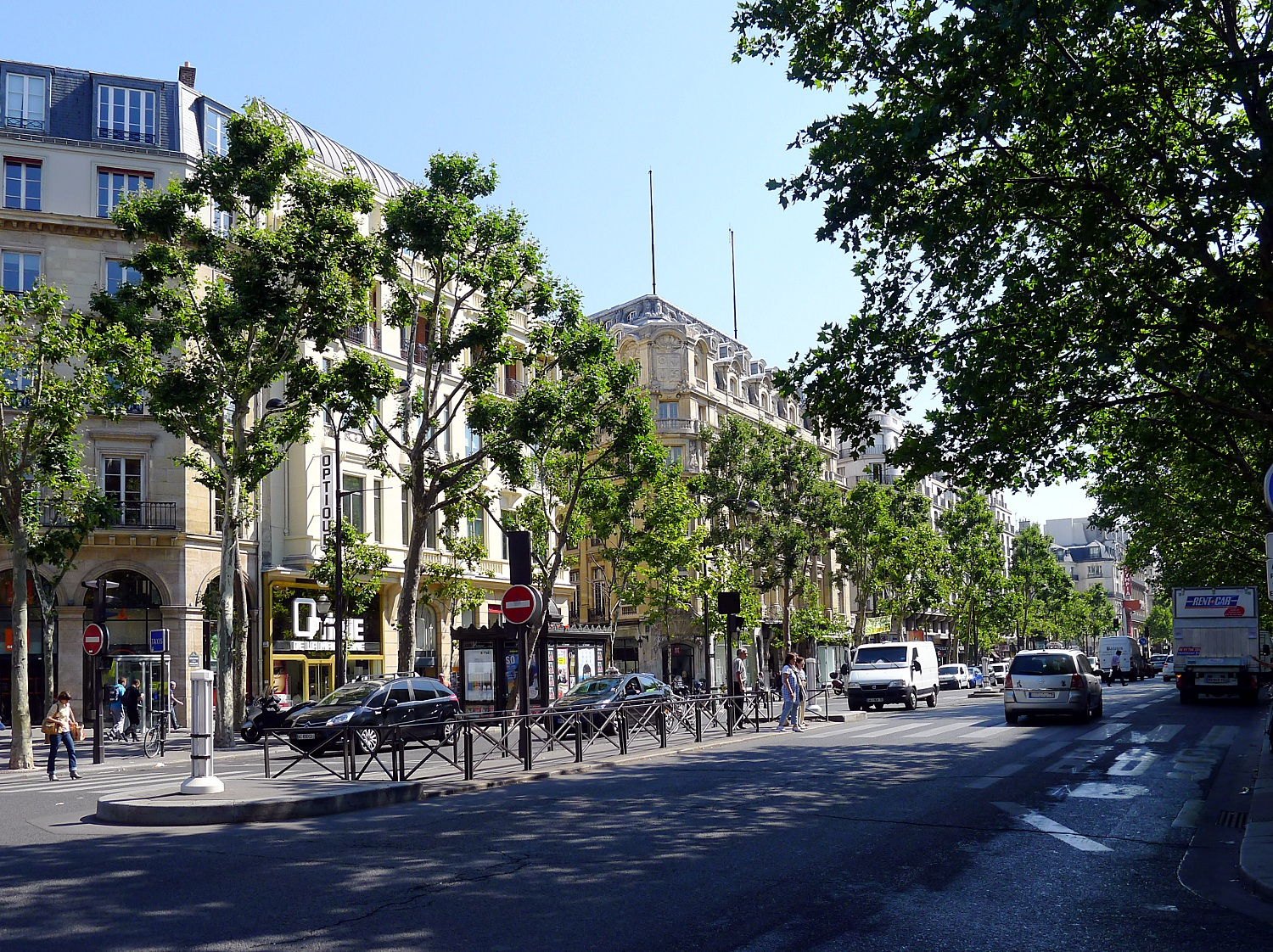
El Bulevar de la Madeleine en 2011.

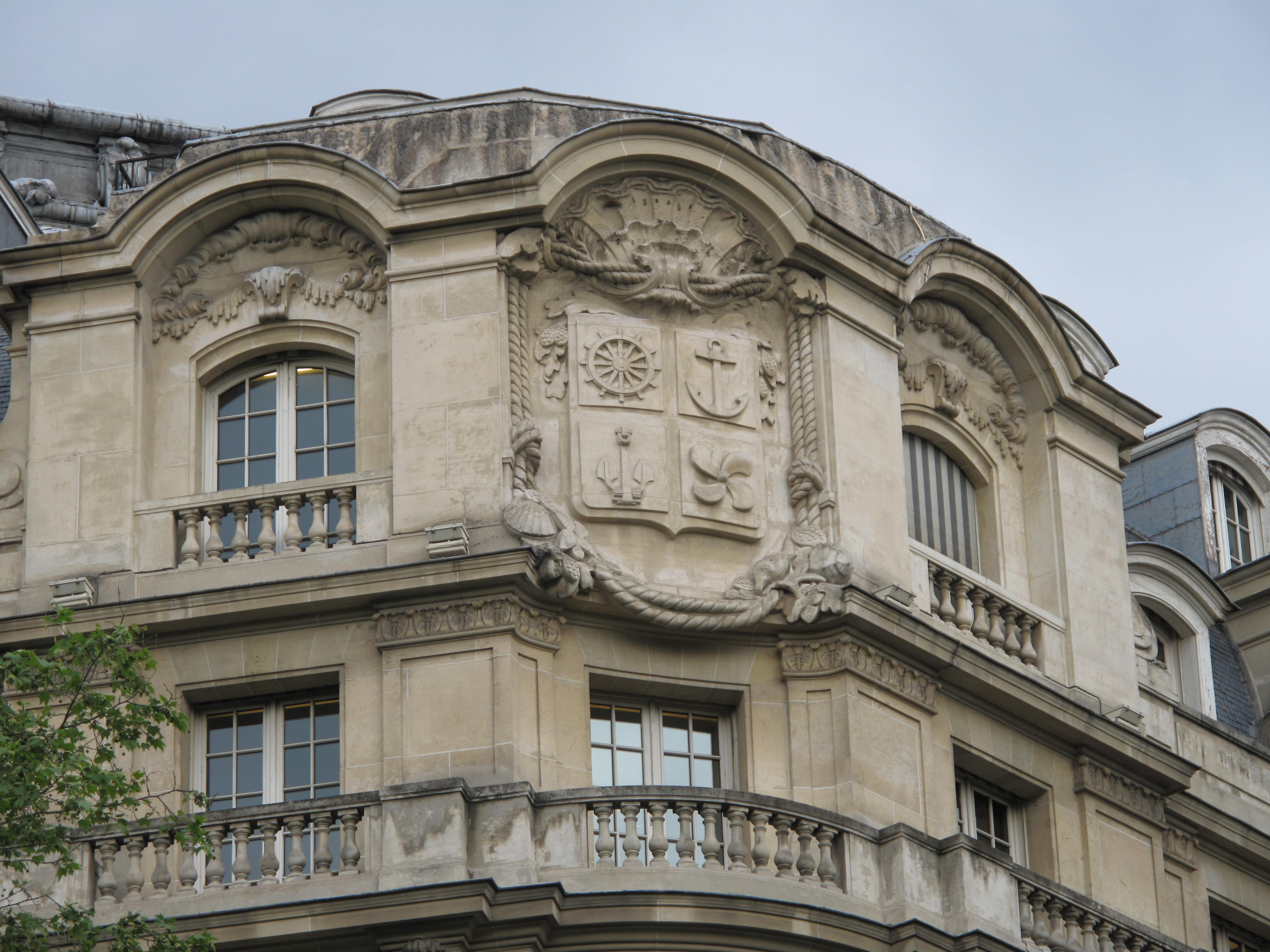
Bajorrelieve en el antiguo edificio de la Compagnie des Messageries Maritimes.

- Nº 5: aquí se encontraba en los años veinte la Galerie Adolphe Le Goupy.[1]
- Nº 11: en la planta baja, tienda Bally, concept store parisino inaugurado en 1929, diseñado por Robert Mallet-Stevens (destruido).
- Nº 11: en el entresuelo del inmueble falleció Alphonsine Plessis (llamada Marie Duplessis), hecha célebre por Alexandre Dumas hijo bajo el nombre de La dama de las camelias, y por Giuseppe Verdi en su obra La traviata.[2]
- Nº 12: edificio de la Compagnie des Messageries Maritimes. De inspiración clásica, construido por el arquitecto J. de Saint-Maurice y los ingenieros Lugagne y de Bouillanne en 1916, la antigua sede de la Compagnie des Messageries Maritimes es un gran inmueble situado entre el bulevar y la Rue de Sèze, la Rue Vignon y la Rue Godot-de-Mauroy. Sus muros conservan esculturas y bajorrelieves marítimos. El traslado de la sede de las Messageries Maritimes del Bulevar de la Madeleine a la Tour Winterthur de La Défense tuvo lugar en 1975.
- Nº 21-23: emplazamiento de los antiguos grandes almacenes Les Trois Quartiers.
- Nº 25: emplazamiento de la Galerie Bernheim-Jeune, de 1906 a 1925.